# Aphanistes enargiae
Aphanistes enargiae là một loài tò vò trong họ Ichneumonidae.